# 小开曼
小開曼（Little Cayman）是開曼群島的三個島嶼中面積最小、人口最稀少的島嶼，位在加勒比海，距離大開曼島東北方約87英里、開曼布拉克西方約5英里。

## 歷史
歷史上關於小開曼島最早的紀錄可追溯至1503年5月10日、歐洲首位發現美洲大陸的航海家克里斯多福·哥倫布第四、五次出航時，當時其船隊因強風而被迫偏離航道，當時他見到此處有許多海龜而將這座島嶼命名為「Las Tortugas」（西班牙文：海龜），後來該島才因為島上有鱷魚而更名為「Las Caymanas」（西班牙文：鱷魚）。自從這座島被發現之後，直到今天仍由島上稀少的居民繼續經營下去。
最早有人在小開曼島上定居的紀錄是在17世紀，當時捕龜者在此島紮營，在1671年西班牙殖民者的掠奪之後放棄定居；此後直到1833年才又開始有人定居，當時有幾個家庭在此共同建造名為「花兒村（Blossom Village）」的村莊。20世紀前期，為數不多的居民在小開曼島上以輸出磷礦、椰子和海軍繩維生。

## 地理
小開曼島地形狹長，約10英里（16）長、1英里寬，其面積不到10平方英里；而人口數始終少於170。另外，小開曼地勢低平，幾乎全島都位在海平面，其最高海拔也只有40英尺（12）。

## 經濟
小開曼素以潛水聞名。目前前往小開曼島的方式有二，其一為搭乘開曼航空，另一为從鄰近的開曼布拉克搭船。小開曼人口稀少，目前島上只有一座機場、幾家餐廳，商店、郵局、消防站和教堂也都各僅有一處。

## 外部連結
- Cayman Travel Guide
- CIA World Factbook entry on Grand Cayman （页面存档备份，存于） (updated May 2, 2006)
- Cayman Islands Government （页面存档备份，存于） website of Cayman Islands Government